# Rewolucja socjalistyczna
Rewolucja socjalistyczna – typ rewolucji społecznej, kiedy dokonuje się przejście od ustroju kapitalistycznego do socjalistycznego.

## Istota rewolucji socjalistycznej
Podstawy teorii rewolucji socjalistycznej opracowane zostały przez Karola Marksa i Fryderyka Engelsa  . Według materializmu historycznego rewolucja socjalistyczna stanowi najwyższy typ rewolucji i w zasadniczy sposób różni się od wszystkich dotychczasowych rewolucji społecznych. Jest niemożliwa bez sytuacji rewolucyjnej i ma za zadanie stworzenie społecznej formy własności, co w perspektywie miało stanowić podstawę społeczeństwa komunistycznego.